# 寶林體育館

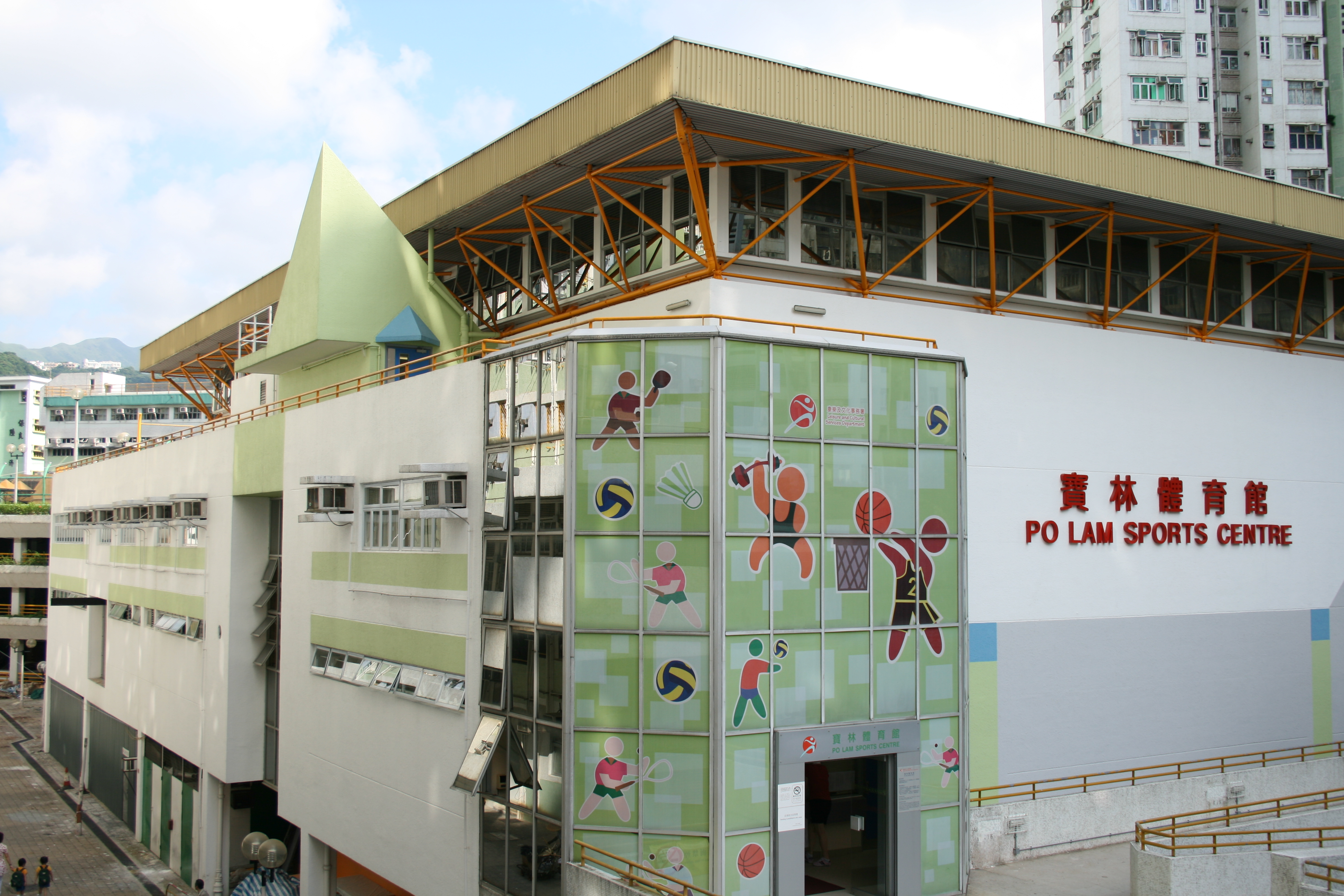
寶林體育館外貌

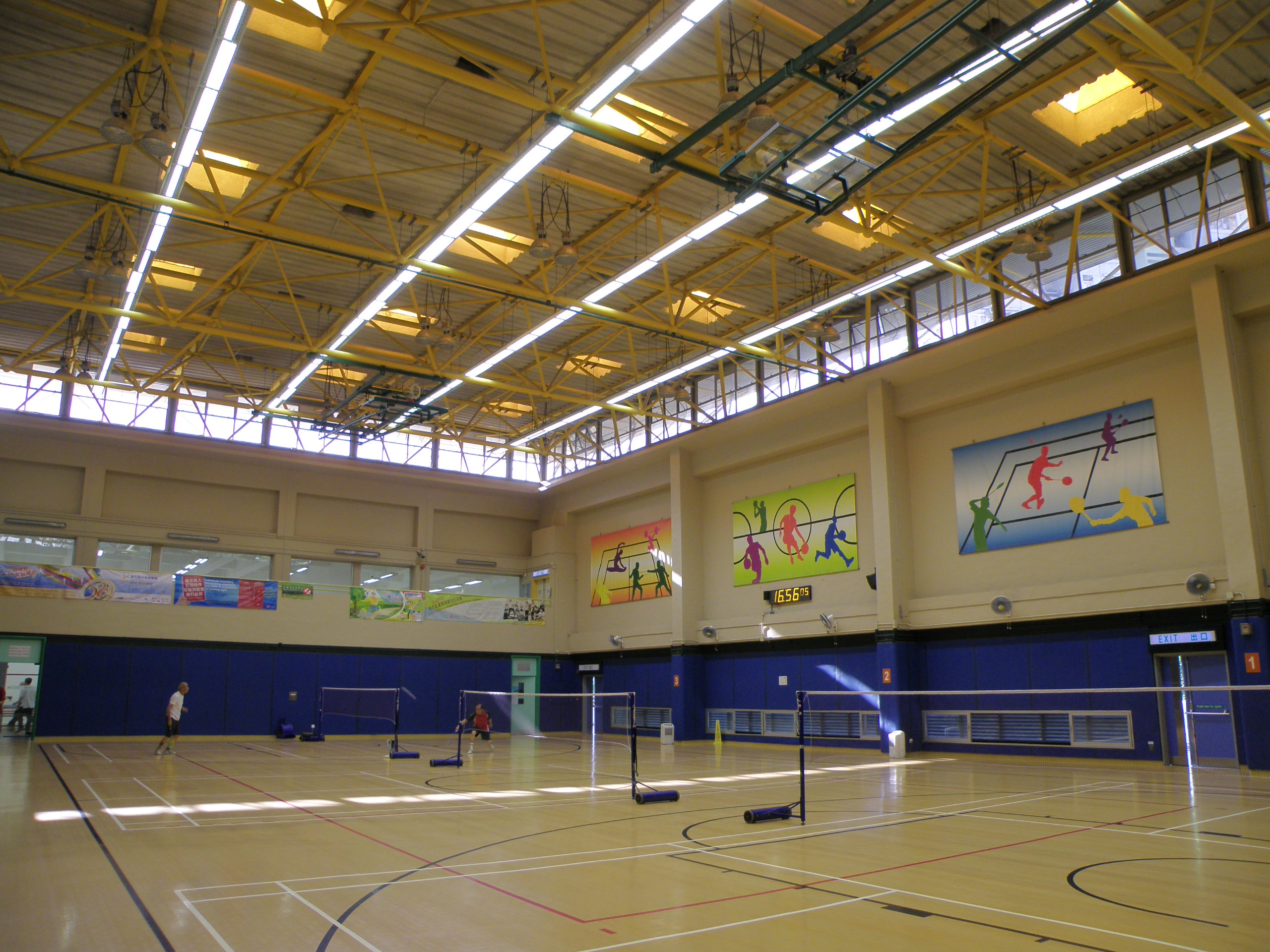
寶林體育館多用途主場不設空調

寶林體育館（英語：Po Lam Sports Centre），英文曾為「Po Lam Indoor Recreation Centre」，位於香港新界西貢區將軍澳新市鎮寶林邨，於1989年7月啟用，由區域市政局管理。（2000年開始由康樂及文化事務署管理）1999年-2000年翠林體育館於繁忙時段的使用率為82%，非繁忙時段使用率為71%。2015年度翠林體育館於繁忙時段的使用率為95%，非繁忙時段使用率為60%，平均使用率為79%。

## 設施
寶林體育館設有1個多用途主場，可供作3個羽毛球場、1個籃球場或作1個排球場使用，多用途主場並不設空調，空氣欠缺流通。
此外，設有3間壁球室，可供作為活動室或 乒乓球室使用。另外亦附設一間面積約為122平方米的健身室，可供作為舞蹈或乒乓球等活動。

## 開放時間
寶林體育館的開放時間為：每日上午7時至晚上11時（定期保養日除外：定期保養日為每月第一及第三個星期一上午7時至下午1時；如果遇上公眾假期，將會順延至翌日）。

## 鄰近
- 港鐵寶琳站
- 英明苑

## 外部連結
- 寶林體育館 （页面存档备份，存于）